# Mata Pastor
Mata Pastor är en ort i Mexiko.   Den ligger i kommunen Zentla och delstaten Veracruz, i den sydöstra delen av landet, 250 km öster om huvudstaden Mexico City. Mata Pastor ligger 600 meter över havet och antalet invånare är 355.
Terrängen runt Mata Pastor är platt österut, men västerut är den kuperad. Terrängen runt Mata Pastor sluttar österut. Runt Mata Pastor är det ganska tätbefolkat, med 90 invånare per kvadratkilometer. Närmaste större samhälle är Paso del Macho, 9,8 km söder om Mata Pastor. I omgivningarna runt Mata Pastor växer huvudsakligen savannskog.